# 夏惠宗
夏惠宗李秉常（1061年—1086年8月21日），西夏第三位皇帝（1068年1月27日－1086年8月21日在位）。父親夏毅宗，梁皇后所生。
拱化五年农历十二月（1068年1月），毅宗突然病死，英年早逝，年二十一，惠宗以七歲稚齡繼位，生母梁太后及其家族專權，執政期間沒有任何治國良策，西夏國勢積弱，北宋乘機入侵。十六歲時本能親政，但梁氏勢力很大，不能輕易翦滅，因此他仍然不能親政。後來因長期不能親政，憂憤而死，天安礼定二年（1086年）农历七月十日去世，享年僅二十六岁，諡号康靖皇帝。

## 家庭

### 后妃
皇后
- 梁皇后

### 子女

#### 子
1. 崇宗 李乾順
2. 晉王 察哥